# Nacional Records
Nacional Records es una compañía discográfica independiente fundada en el 2005 por Tomas Cookman, que es uno de los pocos sellos que distribuye música en español y rock en español, aparte de distribuir música latina y distintos géneros musicales, que se enfocan especialmente en Latinoamérica y España. Incluyendo artistas de Chile, Colombia, México, Argentina, Venezuela, Ecuador, entre otros.